# Académie de Platon
Pour les articles homonymes, voir Académie de Platon (homonymie).

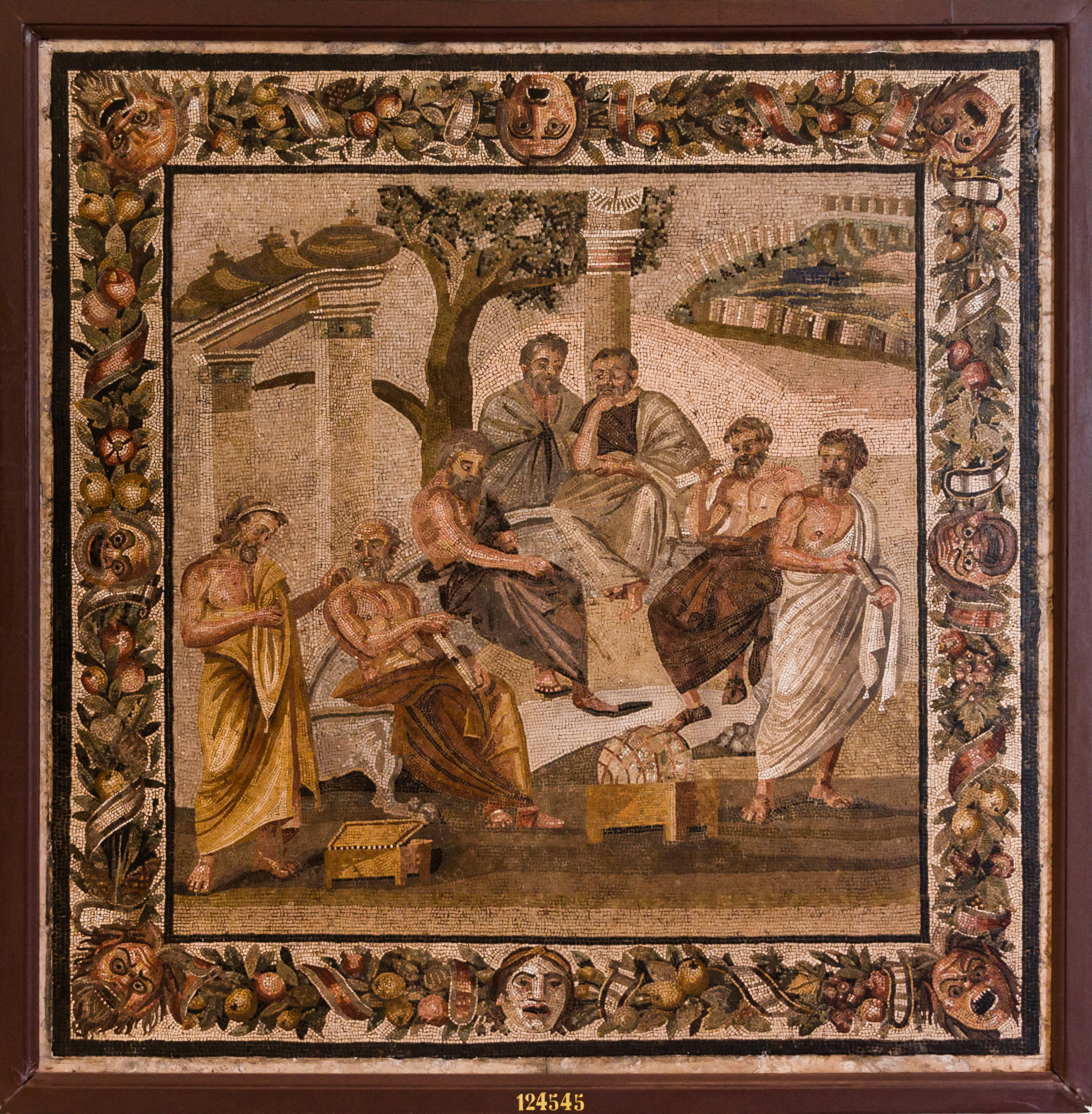
L'Académie de Platon (mosaïque romaine trouvée à Pompéi).

L’Académie est l'école philosophique fondée à Athènes par Platon vers 387 av. J.-C. Elle disparaît en 86 av. J.-C.
L'Académie tire son nom du domaine dans lequel elle est située, fait de jardins et de portiques et qui se trouve près du tombeau du héros Académos.
Platon et Aristote ont enseigné dans cette école.
Tous les usages modernes du terme « académie » ont pour origine le nom de l'institution de Platon. Une légende fort répandue voudrait que la devise « Que nul n'entre ici s'il n'est géomètre », était inscrite au fronton de l’Académie. En réalité, cette formule est très postérieure à Platon, puisqu’elle n’apparaît qu’à l’époque hellénistique. 

## Description

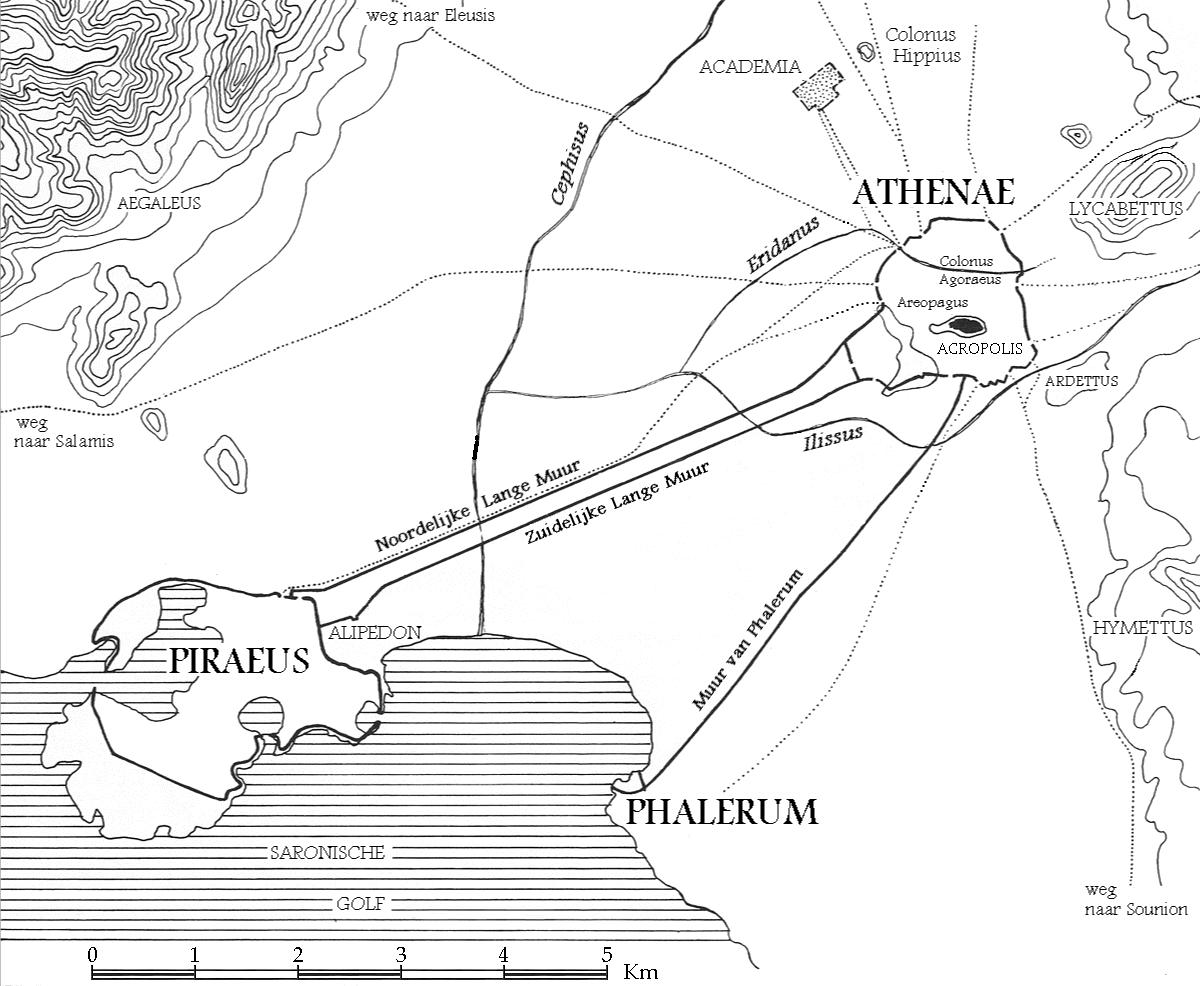
Plan de l'Athènes antique. L'Académie se situe au nord de la ville.

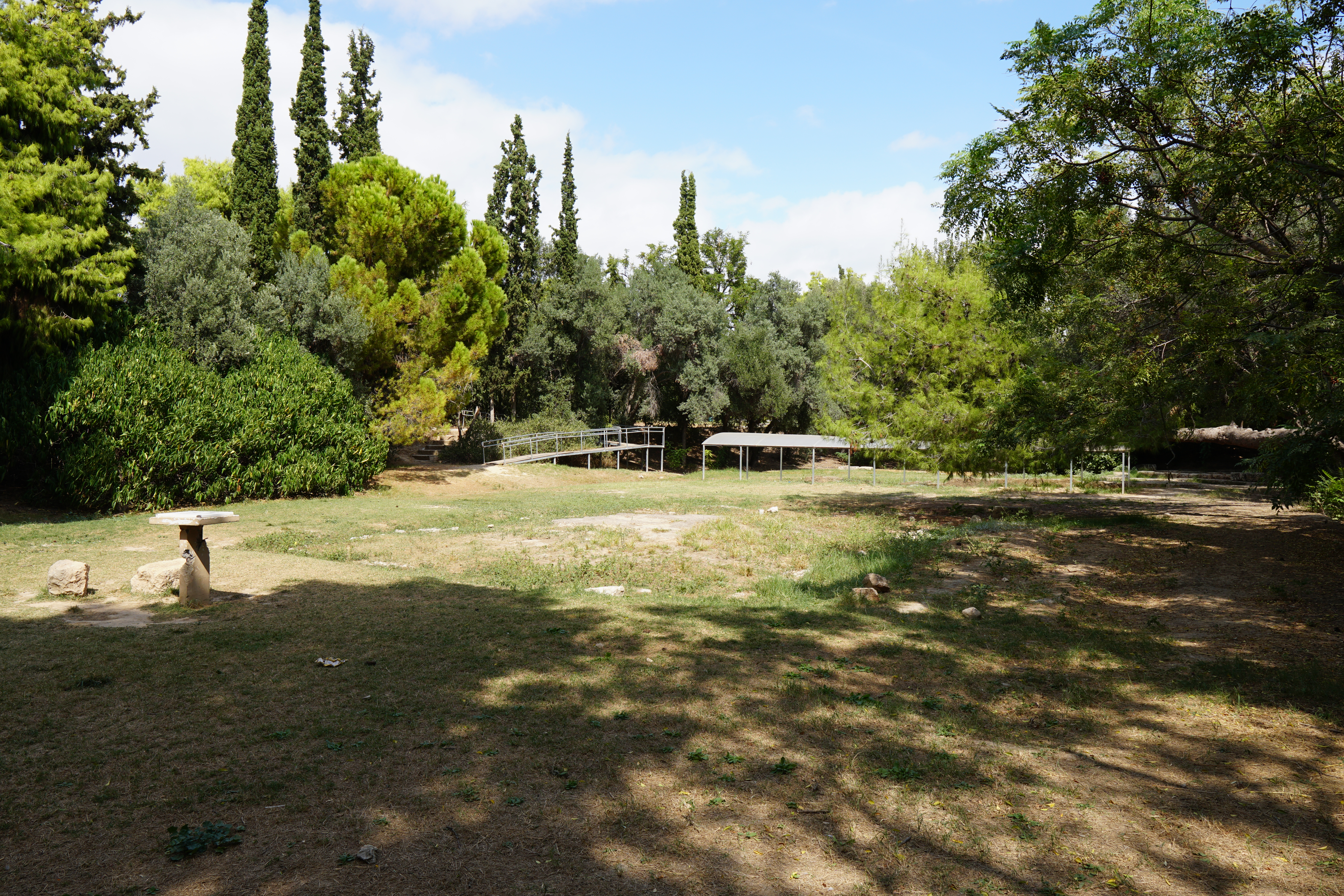
Vestiges épars du gymnase de l'Académie.

Platon a acquis le terrain de l'Académie, situé dans les faubourgs d'Athènes pour y faire construire une école, mais aussi un lieu de vie en commun régi par de strictes règles éthiques.[Lesquelles ?]
L'Académie ne désigne d'abord pas une école mais un lieu qui se situe à un kilomètre et demi environ au nord-ouest d'Athènes en passant par la porte de Dipylon, le long d'une avenue comportant également des mausolées dédiés aux héros militaires défunts.
La propriété de Platon est entourée d'une enceinte et contient un grand jardin, un sanctuaire d'Athéna, plusieurs autels, un gymnase, des salles de cours ainsi que des habitations et une importante bibliothèque. Platon a fait ériger une statue d'Apollon, le maître des Muses. L'Académie possède, en outre, un autel consacré aux Muses dans le jardin.
Les activités consistent en des recherches et de l'enseignement ainsi qu'en des exercices de gymnastique et des activités culturelles. Des étrangers sont souvent invités pour partager leur savoir. L'enseignement n'y est pas payant à la différence de celui des sophistes. Les étudiants doivent néanmoins subvenir à leurs besoins. Ils sont donc pour la plupart issus de familles aisées. Ou, s'ils sont pauvres, ils doivent travailler ailleurs la nuit ou enseigner eux-mêmes.
Les élèves de l'Académie sont essentiellement des hommes ; néanmoins, Diogène Laërce note la présence de deux femmes à l'Académie.
Certains ont pu considérer Platon comme le fondateur des universités modernes quoique le savoir enseigné ne fût certainement pas systématique. D'autres[Qui ?] ont parlé de confrérie religieuse.
L'Académie a pris pour modèle les communautés pythagoriciennes fondées sur le principe d'une communion de vie et de savoir.
Selon une légende apparue bien plus tard, possiblement vers le IVe siècle, la devise de l'Académie aurait été : « Que nul n'entre ici s'il n'est géomètre ».

## Enseignement de Platon
Platon a enseigné pendant quarante ans à l'Académie. Il dispensait son enseignement soit au gymnase (pour les débutants) soit dans sa maison située dans le jardin (où il s’entretenait avec les étudiants avancés). Mais nous sommes aujourd'hui dans l'ignorance aussi bien de l'organisation interne de l'école que des relations de Platon avec les membres de l'Académie.
On a fait l'hypothèse d'un enseignement ésotérique perdu, dont les dialogues conservés seraient la protreptique, car Aristote, qui a été longtemps son élève, parle d'« opinions non écrites » (ἄγραφα δόγματα / ágrapha dógmata) de Platon. Mais il n'est pas certain que le fondateur de l'Académie ait donné des cours sous la forme d'un enseignement suivi ou régulier, ni même qu'il ait enseigné la théorie des Idées.
La seule des leçons à laquelle renvoient les disciples est la leçon « sur le Bien » (Περὶ τἀγαθοῦ / perì tagathoû) auxquels se sont rendus de nombreux auditeurs, d'après Aristoxène. Tous ont été déçus, car Platon ne parlait pas des biens humains (la richesse, la santé, etc.) mais de mathématique, de nombre et de géométrie.
L'Académie de Platon est avant tout une organisation institutionnelle qui rassemble un certain nombre de personnes en vue du savoir. On a raillé ces chercheurs pour étudier et classifier des plantes. Philodème dit que Platon formulait des problèmes mathématiques, que d'autres résolvaient, ce qui n'implique pas que le maître donnait lui-même des leçons. La géométrie était en tous les cas une préoccupation fondamentale de l'Académie.

## Historique des Académies après Platon

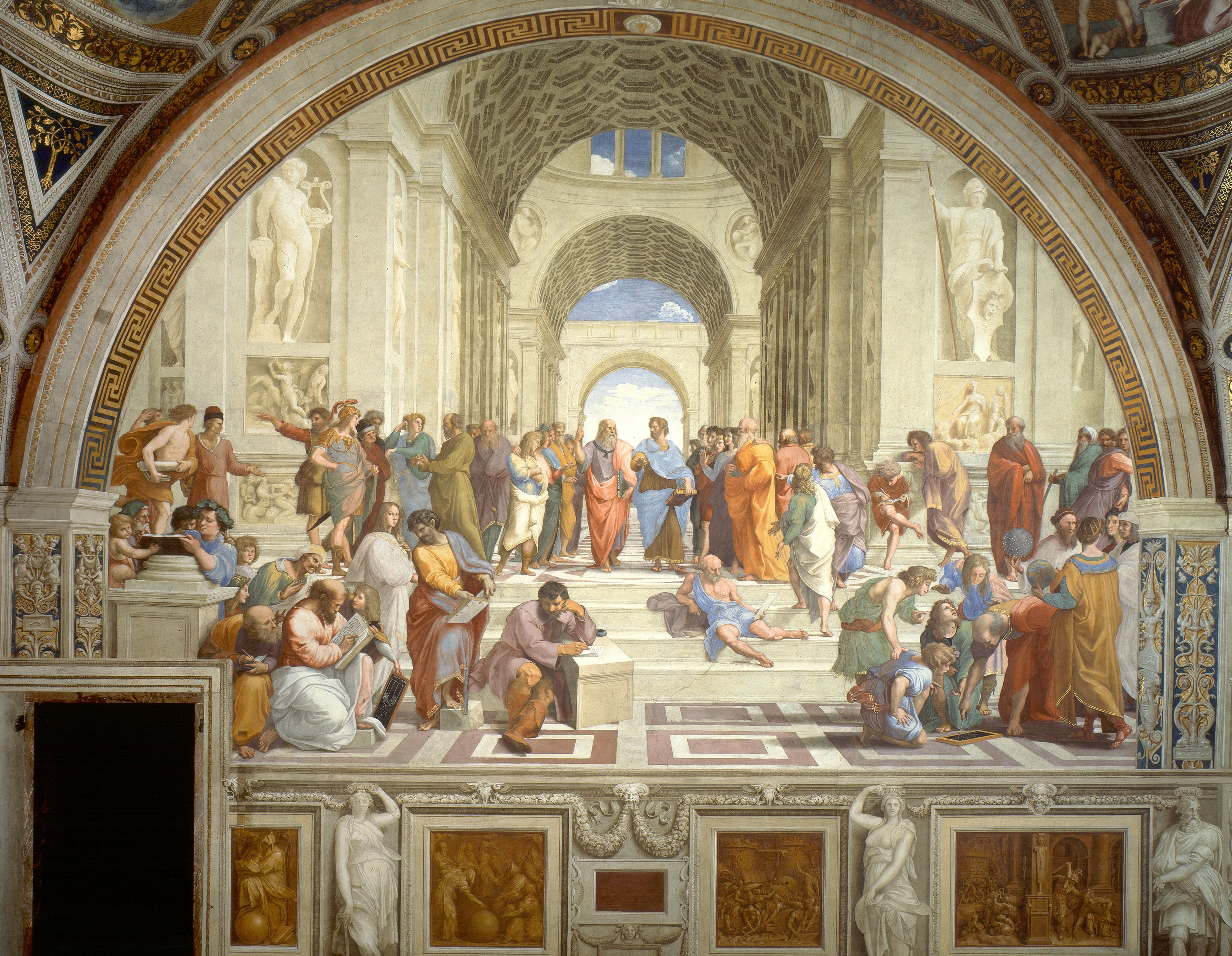
L'École d'Athènes. Fresque de Raphaël, Palais du Vatican, v. 1509-1510.

La classification la plus complète des différentes Académies platoniciennes se trouve chez Sextus Empiricus, qui distingue trois Académies : l’Ancienne, celle de Platon et de ses successeurs immédiats, la Moyenne, celle d’Arcésilas, enfin la Nouvelle, celle de Carnéade et de Clitomaque. D’après lui, certains ajoutaient une quatrième Académie, celle de Philon, et une cinquième, celle d’Antiochus d'Ascalon. Mais cette classification n’a pas de valeur absolue, et n’est confirmée ni par Cicéron ni par Plutarque qui connaissait bien l’histoire de l’Académie.

### La première Académie ou Ancienne Académie
La première Académie ou Ancienne Académie (Academia vetus) est d'orientation pythagorisante. Elle comprend les disciples immédiats, ceux qui ont connu directement Platon, à savoir : 
- Aristote, Héraclide du Pont, Eudoxe de Cnide, Speusippe (premier scolarque, recteur, en 348 av. J.-C., à la mort de Platon),
- Xénocrate (deuxième scolarque en 339 av. J.-C.), Philippe d'Oponte (auteur probable de l’Épinomis, vers 340 av. J.-C.), l'astronome Calippe
- Polémon (troisième scolarque en 315 av. J.-C.)

Il ne nous reste des ouvrages de ces philosophes que de rares fragments. Speusippe ramène les Idées aux nombres, et Xénocrate découvre dans les nombres l'essence des choses. Certaines directions du néopythagorisme étaient en liaison avec l'Ancienne Académie. L'Académie est considérée comme non dogmatique, puisqu'elle accepte Speusippe qui nie la théorie des Formes et Eudoxe de Cnide qui est hédoniste. Elle accueille également deux femmes, mentionnées par Diogène Laërce, Lasthénie de Mantinée et Axiothée de Phlionte.

### La seconde Académie ou Moyenne Académie
La seconde Académie ou Moyenne Académie (Academia media) est d'orientation sceptique.
Elle est fondée en 264 av. J.-C. par Arcésilas de Pitane, cinquième scolarque, qui donne à l'Académie une figure nouvelle : « sceptique ». Il prétendait que l'on ne peut rien savoir : on n'a que des opinions, aucune certitude. Il a introduit, plutôt que Pyrrhon, le concept de suspension du jugement, épochè, pour demeurer sans opinion et n'accepter, dans l'action, que le raisonnable (eulogon). Cependant, il considérait qu'il poursuivait la démarche de Socrate et de Platon, en usant (sans rien écrire) du dialogue et de discussions pro et contra.
Cicéron (Académiques, I, XII, 46) ne distingue que deux Académies : celle de Platon et celle d'Arcésilas de Pitane, l'Ancienne et la Nouvelle. Selon lui, l'Ancienne Académie n'ajouta rien à l'enseignement de Platon, et se borna à exposer sa philosophie suivant une division en trois parties indiquée par le maître.

### La troisième Académie ou Nouvelle Académie
La troisième Académie ou Nouvelle Académie (Academia nova), dominée par Carnéade, est d'orientation probabiliste. Sans tomber dans un scepticisme absolu, elle enseignait que l'on ne peut atteindre que le probable (pithanon), au sens de convaincant, probatoire : les représentations vraies sont indiscernables des représentations fausses, dans la pratique il faut user du probable et du vraisemblable, mais l'entendement conquiert sa faculté de douter. Cicéron appartient à cette école, même s'il a rencontré Philon de Larissa à Rome en 88 av. J.-C., et suivi les cours d'Antiochos d'Ascalon à Athènes en 79 av. J.-C.
Elle eut comme scholarques : 
- Lacydès en 240 av. J.-C. (sixième scholarque)
- Téléclès en 208 av. J.-C. (septième)
- Évandre (huitième)
- Hégésine (neuvième),
- Carnéade en 186 av. J.-C. (dixième et le plus important des scholarques)
- Clitomaque en 128 av. J.-C. (onzième scholarque).

Au moment où la Nouvelle Académie se constitue, l'épicurisme et le stoïcisme sont déjà bien installés et s'imposent comme philosophies dominantes dans le monde hellénistique.

### La postérité de l’école platonicienne
Quelques historiens, depuis Sextus Empiricus (Esquisses pyrrhoniennes, I, 220), admettent une IVe et même une Ve Académie, dont les chefs se rapprochèrent de la véritable doctrine de Platon, et tâchèrent de la concilier avec le stoïcisme.

« Il y a, à ce que disent bon nombre de gens, trois Académies : l'une, la plus ancienne, celle des partisans de Platon, la deuxième, la moyenne, celle des partisans d'Arcésilas, l'élève de Polémon, la troisième, la nouvelle, celle des partisans de Carnéade et Clitomaque. Certains en ajoutent une quatrième : celle des partisans de Philon [de Larissa] et de Charmidas. D'autres en ajoutent même une cinquième : celle des partisans d'Antiochus [d'Ascalon] »

— (Sextus Empiricus, Esquisses pyrrhoniennes, I, 220).
L’Académie avec Philon de Larissa, douzième scolarque en 110 av. J.-C., est d'orientation faillibiliste : l'homme ne peut savoir ce qu'il sait ou croit, « rien n'est compréhensible (katalêpton) » (Cicéron, Academica, II, 18). Par « dogmatisme négatif », Philon de Larissa affirme que les choses sont insaisissables (alors que les sceptiques suspendent leur jugement même sur ce dogme) : il reconnaît l'existence de la vérité mais il nie son accessibilité. Pourtant, il pense poursuivre Platon.
Avec Antiochos d'Ascalon, treizième et dernier scolarque en 89 av. J.-C., l’Académie connaît une importante scission. Antiochos d'Ascalon, qui appartenait à la Nouvelle Académie, ne fut jamais reconnu comme chef de l’école platonicienne ; il fonda en réalité « un mouvement dissident », d'orientation syncrétique, l'Académie Ancienne, qui prétendait revenir à « un platonisme authentique ». Il croit que « les stoïciens sont d'accord avec les péripatéticiens sur les choses, mais différents dans les mots ».
L'Académie originelle cessa en 86 av. J.-C., quand le général romain Sylla s'empara d'Athènes. Des bâtiments sont détruits, les écoles philosophiques fermées. Athènes devient romaine. Les membres de l'Académie se dispersent. Ainsi, Philon de Larissa part, en 88 av. J.-C., se réfugier à Rome, où il enseigne à Cicéron.

## L'école néoplatonicienne d'Athènes
Il ne faut pas confondre l'Académie de Platon et l'école néoplatonicienne d'Athènes.
En 176, une école néoplatonicienne naît quand l'empereur romain Marc Aurèle, stoïcien, fait ouvrir à Athènes quatre chaires de philosophie, rétribuées sur les fonds impériaux : une pour le platonisme, une pour l'aristotélisme, une pour le stoïcisme, une enfin pour l'épicurisme ; c'est Atticus qui enseigne le platonisme. Cependant, la philosophie ne consiste plus dans l'art de dialoguer, mais dans l'art de commenter. Cette nouvelle institution durera jusqu'en 529, de façon plus ou moins directe.
C'est de 400 à 529 que se développa véritablement une école néoplatonicienne d'Athènes. Il y a donc 450 ans de « sommeil » entre l'Académie à Athènes et l'école d'Athènes. Pierre Hadot dit que « l'école d'Athènes parviendra à se greffer sur la souche de l'antique Académie de Platon au début du Ve siècle ».

## Postérité de l'Académie
La plupart des académies modernes, comme l'Académie française, se réfèrent au modèle de l'académie platonicienne, ou plus exactement à la fondation par Cosme de Médicis à Florence en 1450 d'une Academia Platonica inspirée par ce modèle. Marsile Ficin et d'autres érudits font redécouvrir au monde occidental la pensée de Platon et le néoplatonisme. De nombreuses académies voient ensuite le jour, au XVIe puis au XVIIe siècle, en Italie, en France, en Allemagne et en Irlande.
Raphaël peint entre 1509 et 1511 sa fresque de L'École d'Athènes qui représente l'Académie de Platon et plusieurs de ses membres.

## Membres connus de l'Académie
- Théophraste, jusqu'en 348 av. J.-C., avant de suivre les cours d'Aristote,
- Aristote, qui y passa vingt années
- Philippe d'Oponte, éditeur de Lois et peut-être l'auteur de Epinomis
- Amyntas d'Héraclée
- Cléarque d'Héraclée
- Chion
- Hélicon de Cyzique
- Eschine
- Hypéride
- Lycurgue
- Hermodore de Syracuse
- Phocion
- Chéron de Pellène
- Démosthène[19].
- Dinostrate
- Callippe d'Athènes
- Eudoxe de Cnide
- Hestiée de Périnthe
- Héraclide du Pont
- Speusippe
- Xénocrate
- Ménechme
- Ménédème d'Érétrie
- Euphraios d'Eubée
- Pamphile, qui sera maitre d'Épicure
- Léon d'Athènes et Léon l'Académique
- Échécrate, Italien, qui fut d'abord pythagoricien,
- Hermias d'Atarnée (futur protecteur d'Aristote ostracisé)
- Python et Héraclide, citoyens d'Énos, conseillers et assassins de Cotys Ier[20]
- Aristonymos, législateur de Mégalopolis, en Arcadie
- Et deux femmes : Axiothée de Phlionte et Lasthénie de Mantinée

### Sources
- Cicéron, Secondes Académiques (45 av. J.-C.), trad., Paris, Les Belles Lettres, 1970. (Autre traduction, Nisard 1848 : lire en ligne)
- Diogène Laërce, Vies, doctrines et sentences des philosophes illustres [détail des éditions] (lire en ligne) (vers 200), Livre III (Platon), Livre IV (l'Académie) et Livre V (le Lycée)

### Études
- James Redfield, « Les bosquets de l’Académie », ASDIWAL. Revue genevoise d'anthropologie et d'histoire des religions, no 6,‎ 2011, p. 107-116 (lire en ligne, consulté le 18 août 2020).
- Pierre-Maxime Schuhl, « Platon et l’activité politique de l’Académie », Revue des Études grecques, t. 59-60, nos 279-283,‎ 1946, p. 46-53 (lire en ligne, consulté le 19 août 2020).
- Harold F. Cherniss, L'énigme de l'ancienne Académie, 1945, trad. Laurent Boulakia, Paris, Vrin, 1993. Présentation en ligne
- Slobodan Dušanić, « L’Académie de Platon et la Paix Commune de 371 av. J.-C. », Revue des Études grecques, t. 92, nos 438-439,‎ juillet-décembre 1979, p. 319-347 (lire en ligne, consulté le 19 août 2020).
- Carlos Lévy, « Académie », dans Jacques Brunschwig et Geoffrey E.R. Lloyd (en) (préf. Michel Serres), Le Savoir grec, Paris, Flammarion, 1996 (ISBN 2-08-210370-6), p. 861-883. .
- (en) Philip Merlan, From Platonism to Neoplatonism, La Haye, Nijhoff, 1953, 2e éd. revue 1960.
- (en) Harold Tarrant, Scepticism or Platonism ? The Philosophy of the Fourth Academy, Cambridge: Cambridge University Press, 1985.
- (en) Matthias Baltes, « Plato's School, The Academy », Hermathena, no 155,‎ 1993, p. 5-26 (lire en ligne). Repris dans : Dianoemata : Kleine Schriften zu Platon und zum Platonismus, B. G. Teubner, 1999.
- Jean-François Pradeau, Platon, Paris, Ellipses, 1999.
- (en) J. M. Dillon, The Heirs of Plato : A Study of the Old Academy. 347-247 B.C., Oxford University Press, 2005.